# 前寮朱王廟
前寮朱王廟，位於台灣澎湖縣馬公市，為嵵裡澳角頭廟之一，前寮里公廟，主祀朱府王爺。台灣日治時期明治38年（1905年），里人黃惟嶽等自鄰社石泉朱王廟分火而來。法師流派為「閭山派」。:60–62

## 沿革
清領時期之初，前寮屬嵵裡澚管轄，當地因設有砲台，故初名「煙墩仔」，最初僅有戍軍，百姓寥寥，後因陸續有漁民遷入，於炮台前搭建簡易的寮舍，漸成聚落，後改稱「前寮」。
前寮、菜園、石泉三聚落互為鄰社，清代早期人口皆不多，遂於道光15年（1835年）合建公廟於石泉，即石泉朱王廟，引以為三社公廟，後期聚落人口漸眾，三社協議從石泉朱王廟分火，陸續自建村廟。光緒十年（1884年），菜園東安宮落成；前寮朱王廟則於日治時期的明治38年（1905年）落成，發起人為黃惟嶽偕里人等。
前寮朱王廟中尚存有黃惟嶽等供奉「威鎮朔方」匾額，上款：「太歲己未年仲冬吉旦」、下款：「董事高福全黃惟嶽張立黃不仝敬酬」；其中己未年為日治時期大正八年，即公元1919年。
傳聞中三社分火之時，公廟公物由抽籤決定，其中石泉朱王廟抽得神像、菜園東安宮分得香爐，而前寮朱王廟則獲得令牌一面，另行雕塑朱府王爺的金身供奉。
1945年二戰結束之後，前寮朱王廟於民國47年（1958年）擴建、民國75年（1986年）遭逢韋恩颱風而損壞，後鳩資重建，順利於民國84年（1995年）落成，同年八月廿三日入火安座，即為現貌。
每年農曆九月廿四為朱府王爺聖誕，亦為前寮里民之共同慶典，前寮朱王廟副祀文衡聖帝，亦供奉祖師公、土地公、註生娘媽、五府千歲等神衹。

## 圖輯

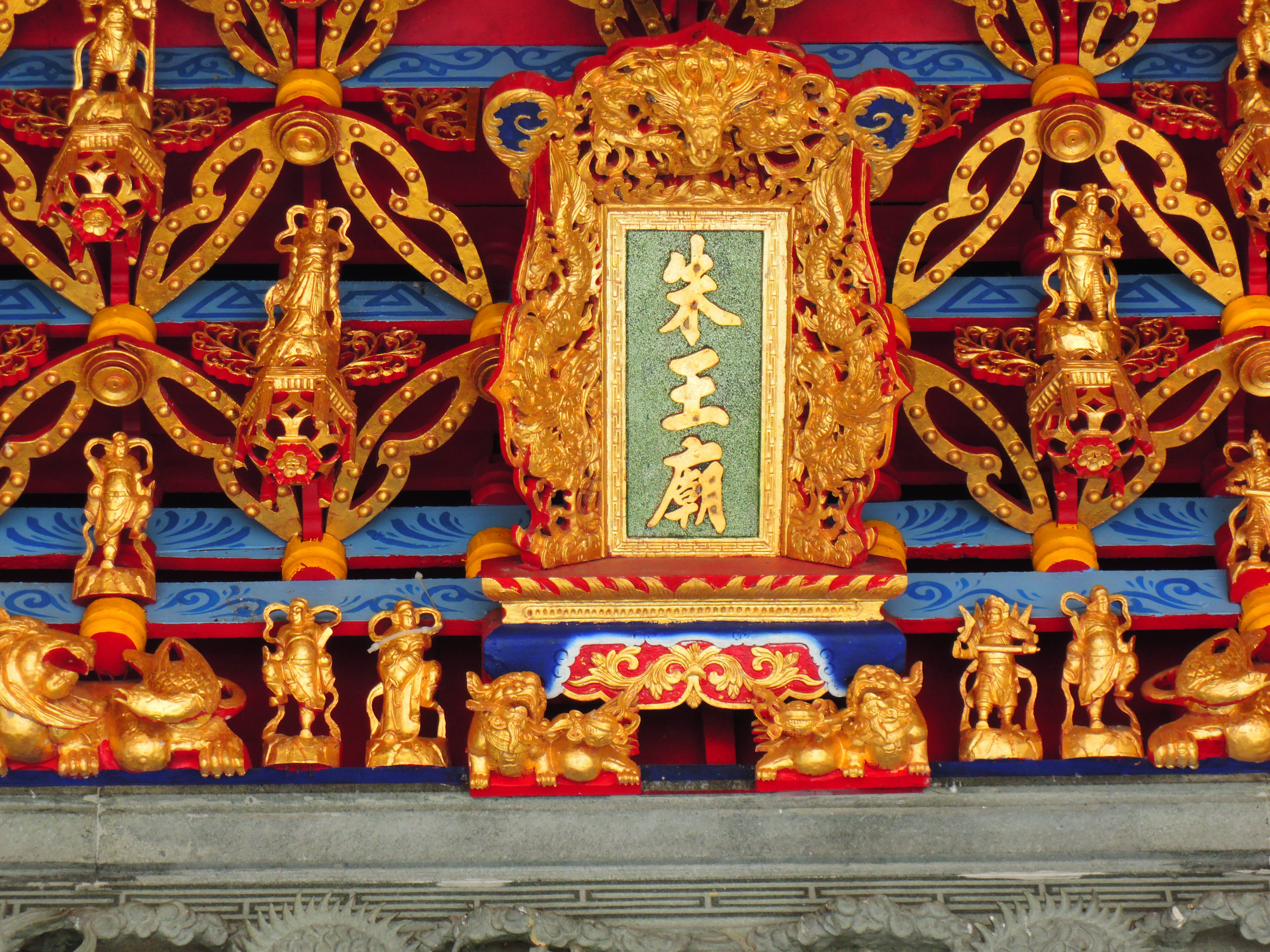
聖旨牌
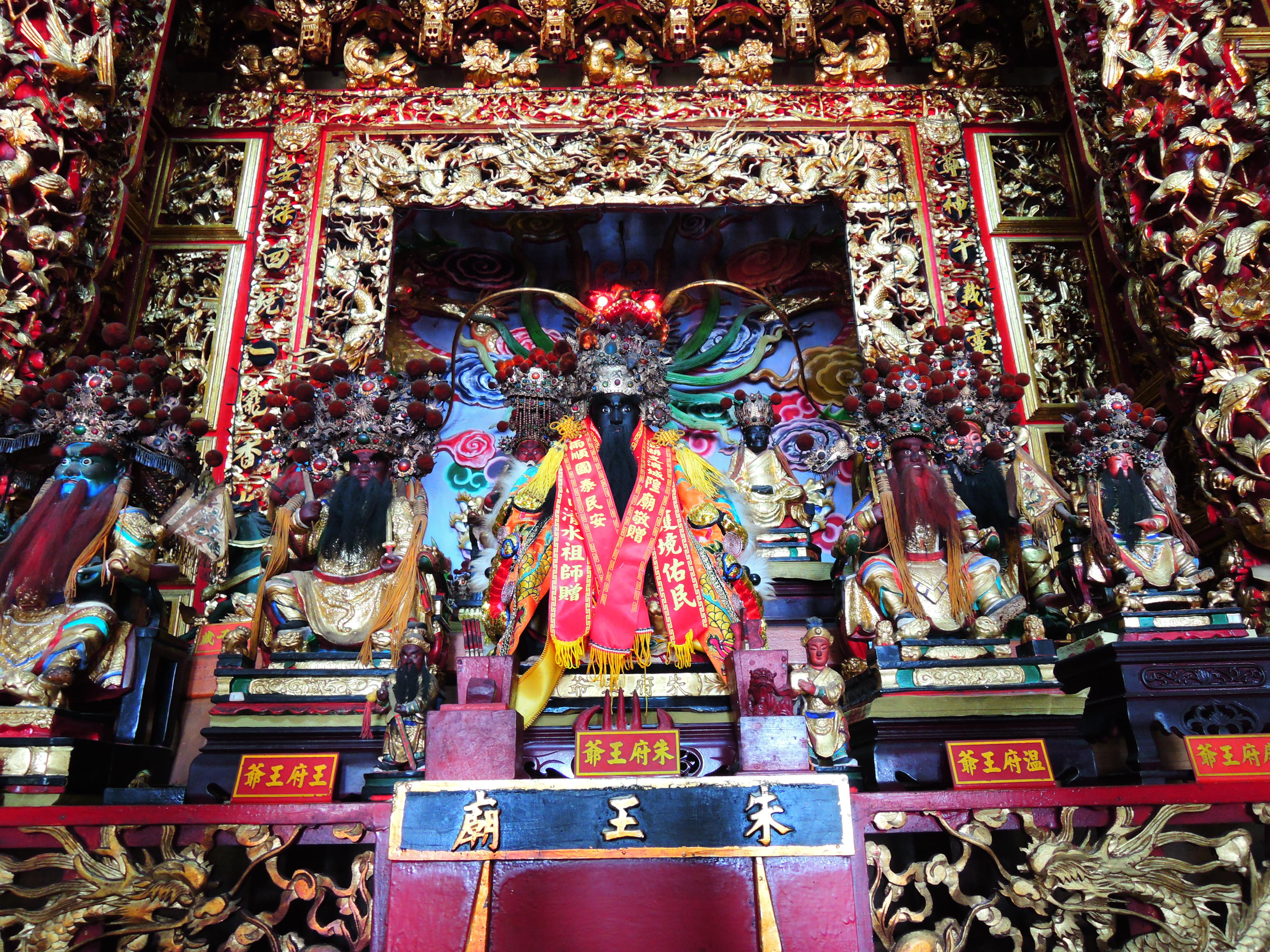
朱府王爺像
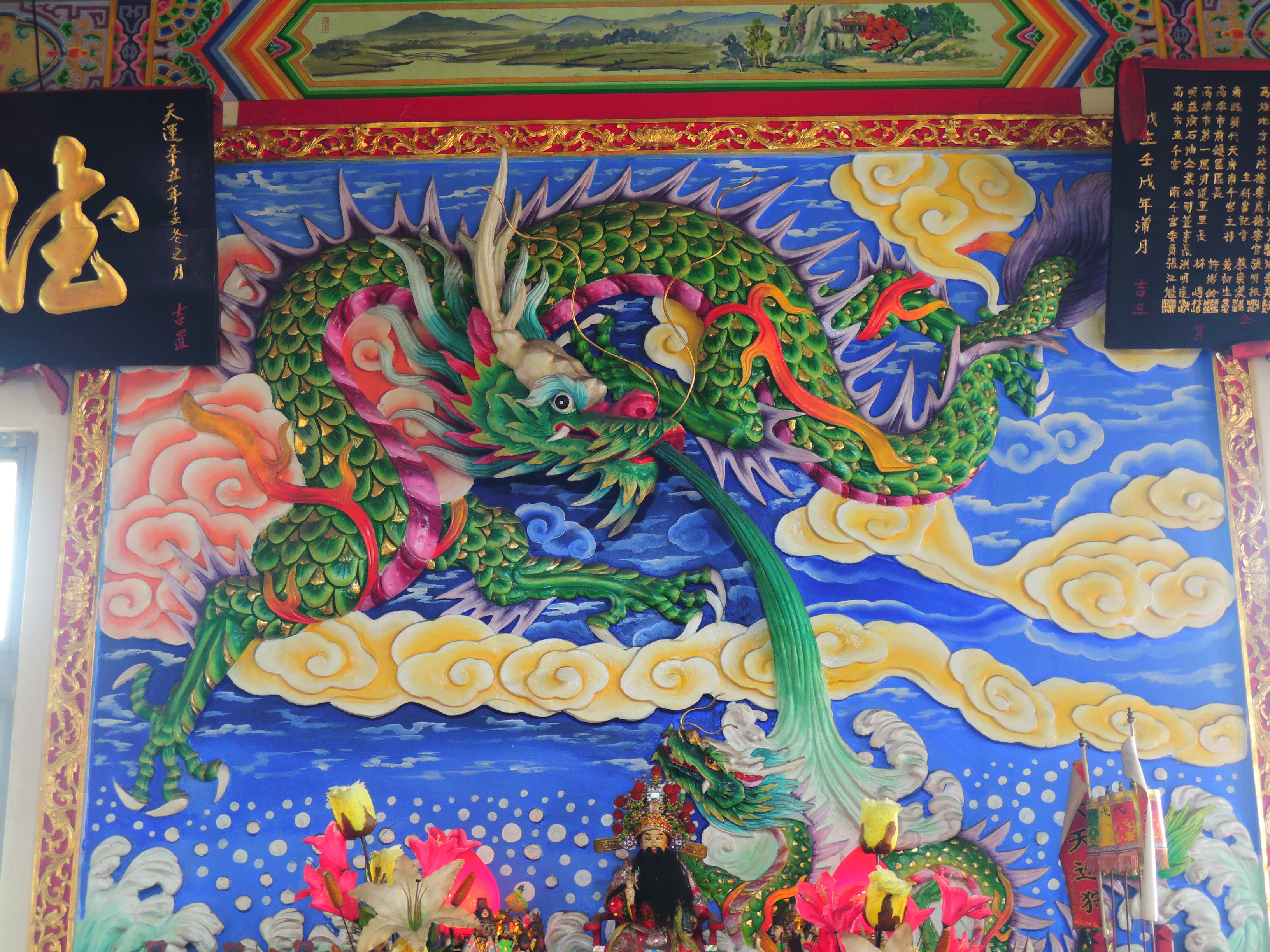
龍堵浮雕
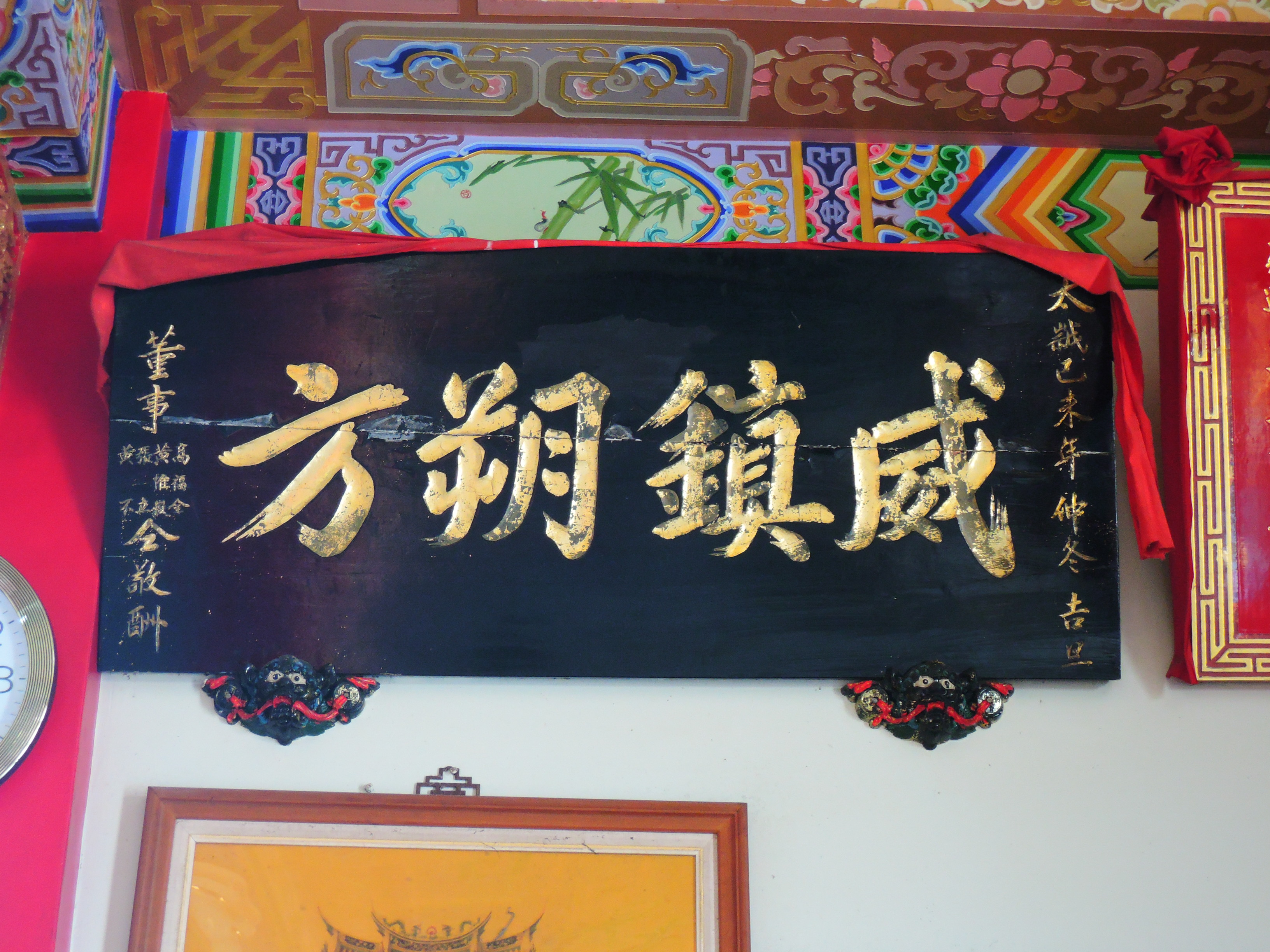
威鎮朔方匾
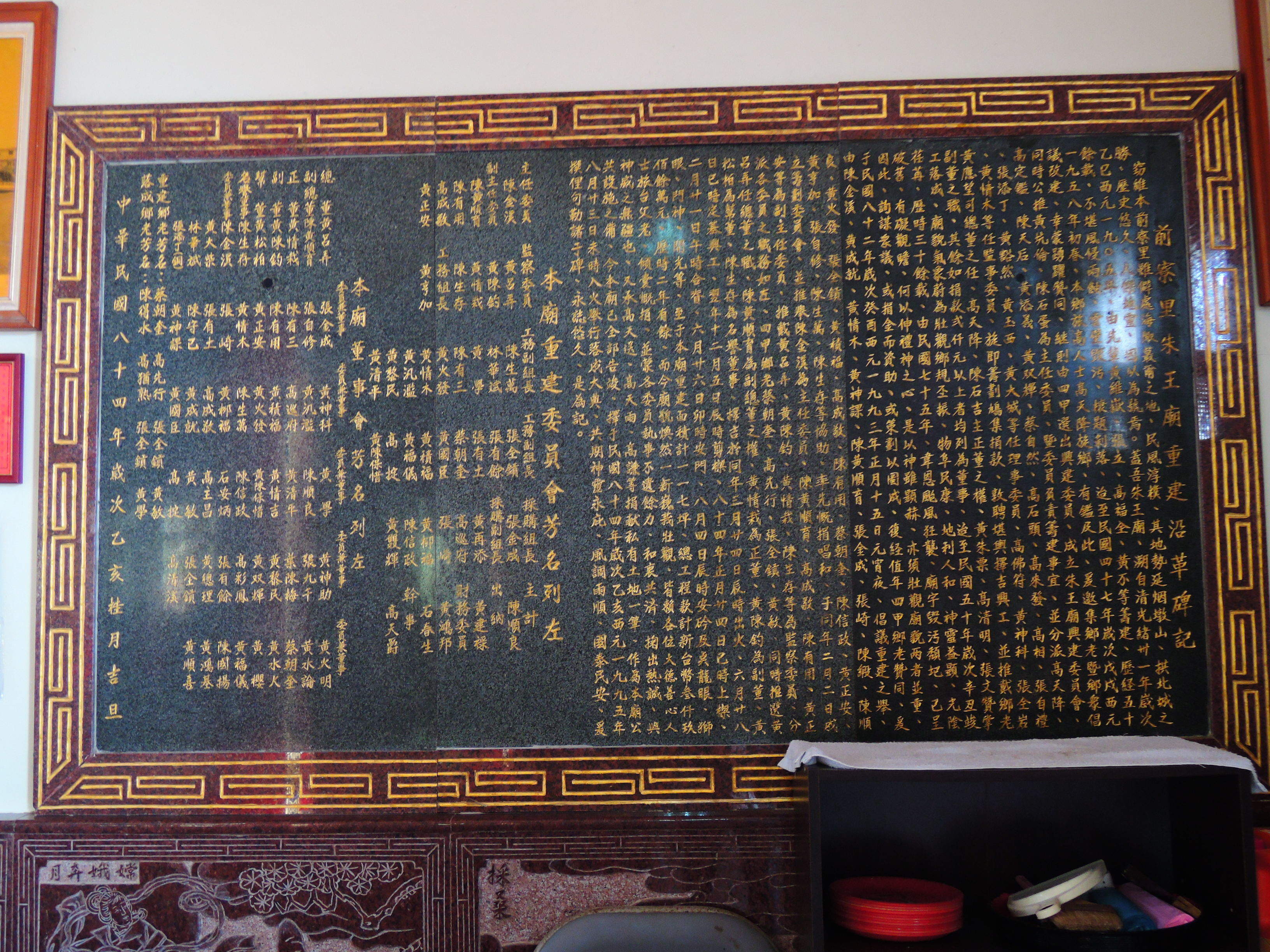
重建沿革碑記
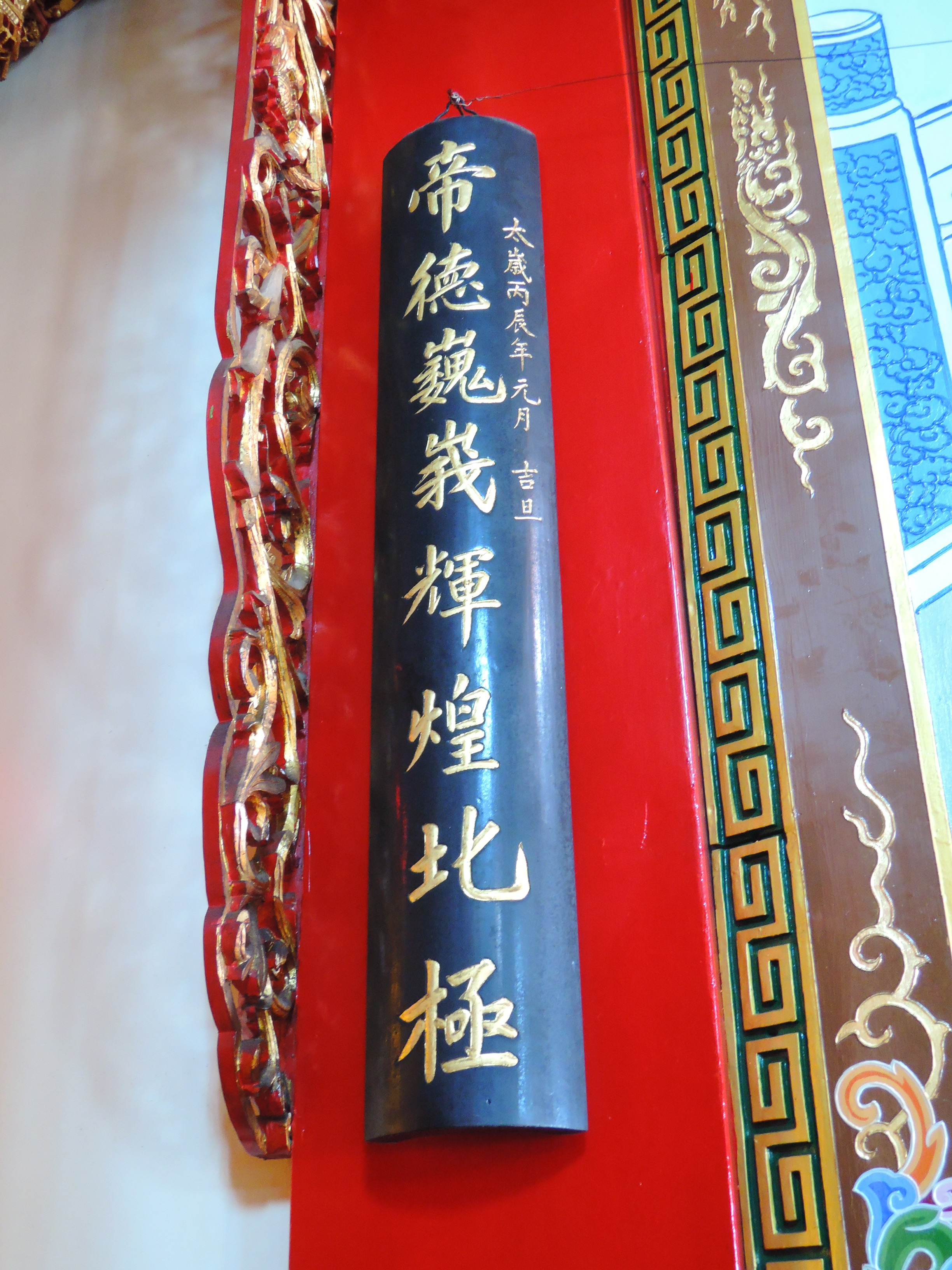
舊廟楹聯：上聯
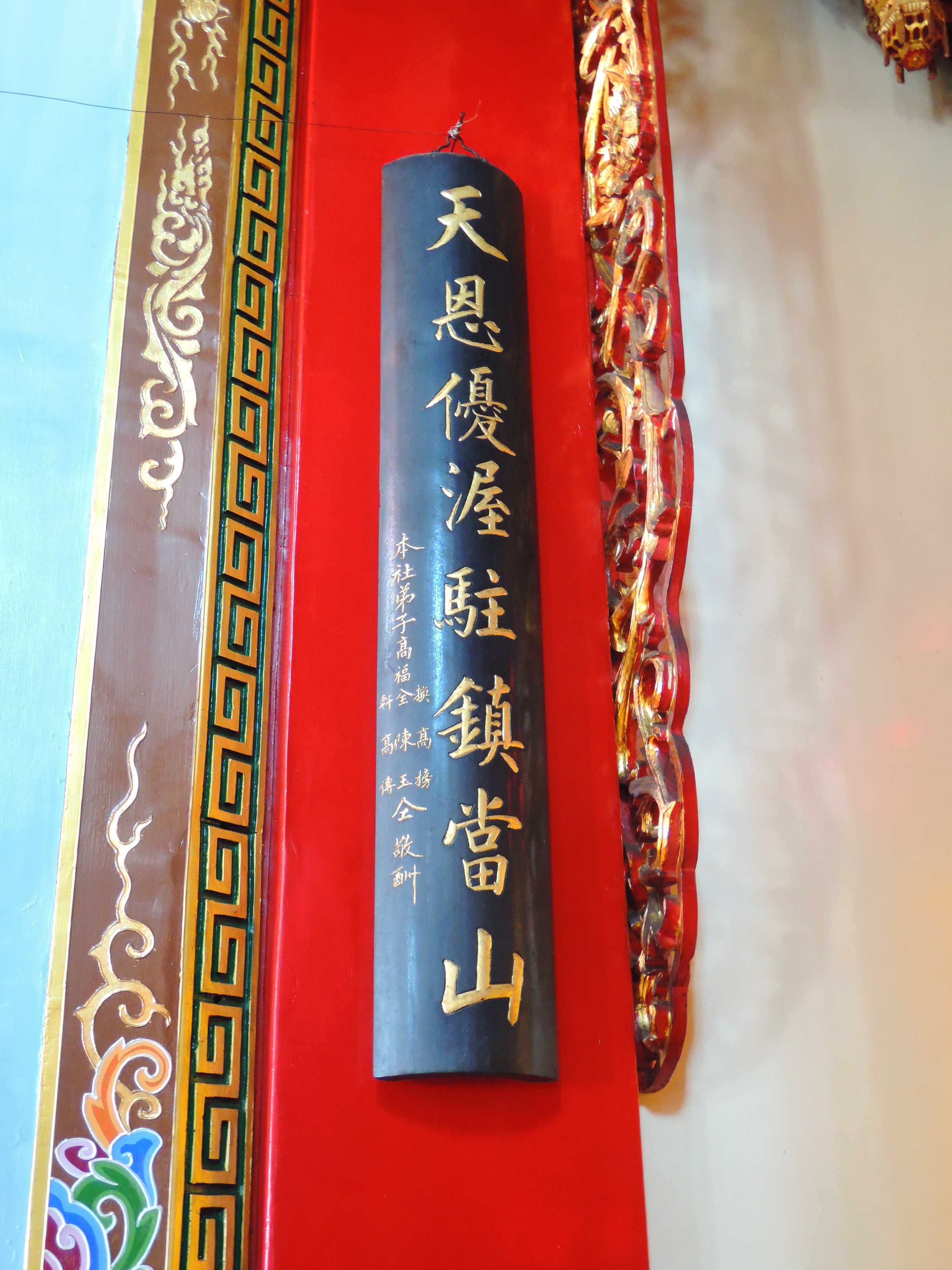
舊廟楹聯：下聯